# Nový Salaš
Nový Salaš (Hongaars: Újszállás) is een Slowaakse gemeente in de regio Košice, en maakt deel uit van het district Košice-okolie.
Nový Salaš telt 203 inwoners.